# Protobothrops maolanensis
Espèce
Statut de conservation UICN

 DD  : Données insuffisantes
Protobothrops maolanensis est une espèce de serpents de la famille des Viperidae.

## Répartition
Cette espèce est endémique de la province du Guizhou en République populaire de Chine.

## Description
C'est un serpent venimeux.

## Publication originale
- Yang, Orlov & Wang, 2011 : A new species of pitviper of the genus Protobothrops from China (Squamata: Viperidae). Zootaxa, n. 2936, p. 59–68.